# Dani Suárez
Dani Suárez, właśc. Daniel Suárez García-Osorio (ur. 5 lipca 1990 w Aranjuez) – hiszpański piłkarz występujący na pozycji obrońcy.

## Kariera klubowa
Grę w piłkę nożną rozpoczął w wieku 8 lat w klubie sportowym AD San Pascual-Montpellier z Madrytu. W latach 2003–2009 trenował w szkółce Realu Aranjuez z rodzinnego miasta Aranjuez. W 2009 roku rozpoczął grę na poziomie seniorskim w madryckiej Categoríi Preferente (V liga). W 2010 roku przeniósł się on do Realu Madryt C, gdzie występował przez 4 kolejne sezony. W 2014 roku włączono go do kadry Realu Madryt Castilla, trenowanej przez Zinédine'a Zidane'a. W sezonie 2014/15 rozegrał on 11 ligowych spotkań w Segunda División B.
Latem 2015 roku przeszedł do SD Ponferradina, z którą podpisał dwuletni kontrakt. Z powodu kontuzji stawu kolanowego i związanej z nią rehabilitacji w sezonie 2015/16 nie zagrał on w żadnym meczu. W czerwcu 2016 roku władze klubu ogłosiły jego odejście. W październiku 2016 roku, po wyleczeniu urazu, wznowił treningi z zespołem rezerw Rayo Vallecano. W lutym 2017 roku odbył testy w Górniku Zabrze (I liga), po których podpisał półtoraroczną umowę. 3 marca 2017 zadebiutował w wygranym 1:0 meczu z GKS Tychy, stając się od tej pory podstawowym środkowym obrońcą. Na zakończenie rundy wiosennej sezonu 2016/17 Górnik zajął 2. lokatę w tabeli i uzyskał awans do Ekstraklasy. Suárez zadebiutował w niej 15 lipca 2017 w wygranym 3:1 spotkaniu przeciwko Legii Warszawa, w którym zdobył bramkę.

## Życie prywatne
Jego brat Carlos Suárez (ur. 1986) jest koszykarzem mającym za sobą występy w reprezentacji Hiszpanii.